# Eastcote (London Underground)

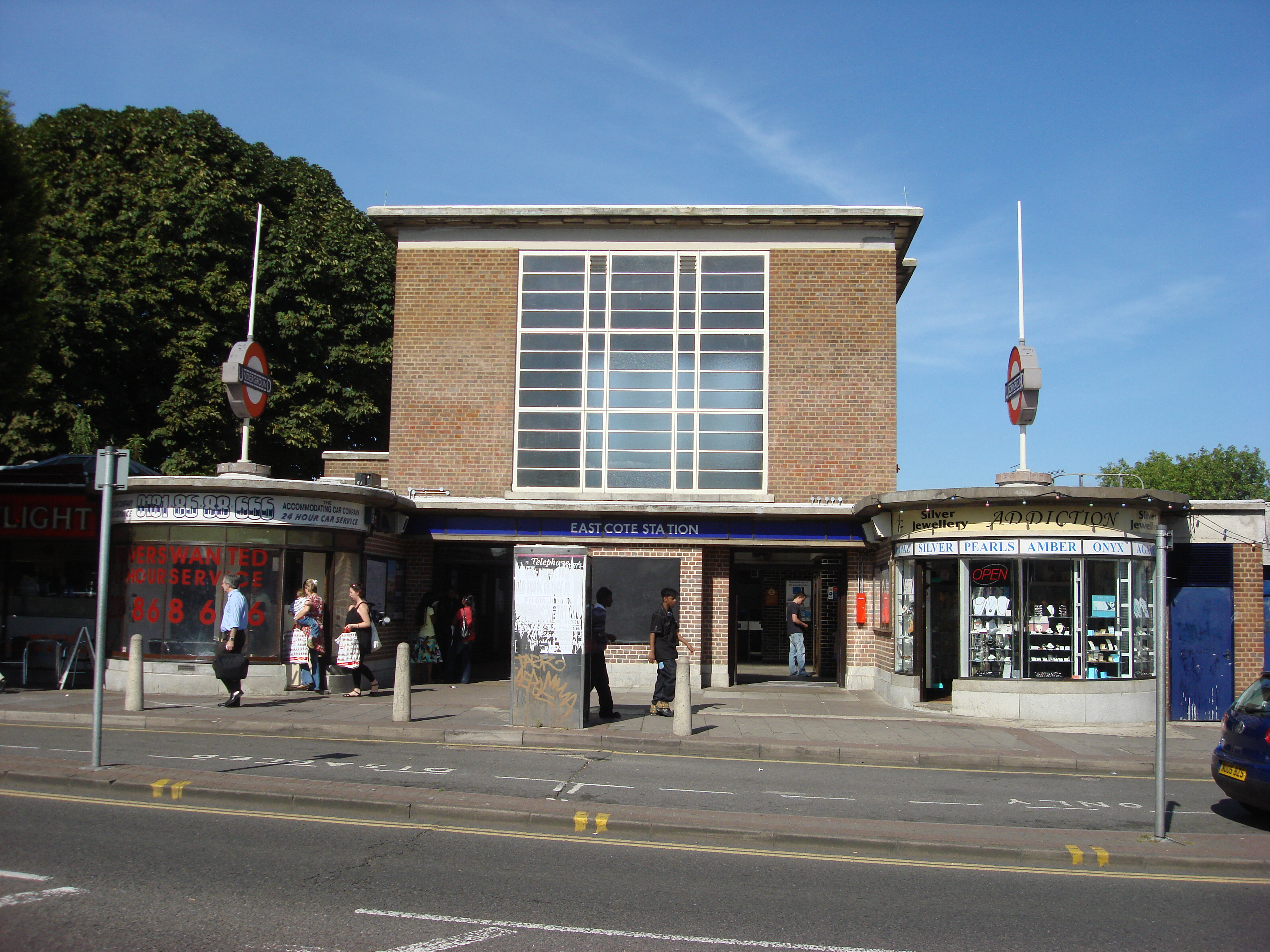
Stationsgebäude

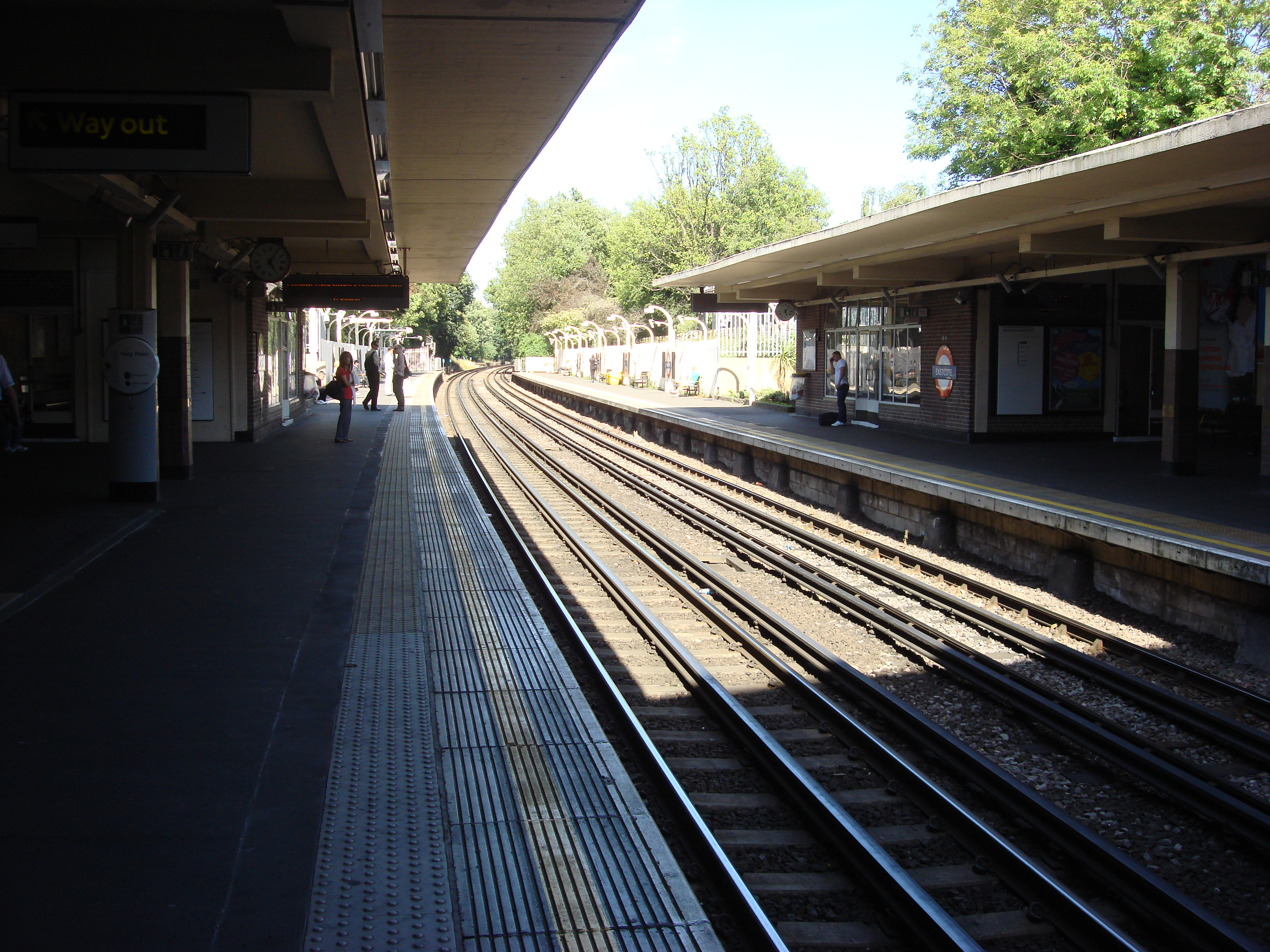
Bahnsteig

Eastcote ist eine oberirdische Station der London Underground im Stadtbezirk London Borough of Hillingdon. Sie liegt in der Travelcard-Tarifzone 5 an der Field End Road. Die von der Metropolitan Line und der Piccadilly Line bediente Station wurde im Jahr 2013 von 2,63 Millionen Fahrgästen genutzt.
Die Strecke der Metropolitan Railway (Vorgängergesellschaft der Metropolitan Line) zwischen Harrow-on-the-Hill und Uxbridge bestand seit dem 4. Juli 1904 und war ein halbes Jahr später elektrifiziert worden. Die Station Eastcote wurde aufgrund der damals noch geringen Dichte der Bebauung erst nachträglich gebaut und am 26. Mai 1906 eröffnet. Ab 1. März 1910 hielten hier auch Züge der District Line, bis diese am 23. Oktober 1933 durch solche der Piccadilly Line abgelöst wurden.
Nach einem Entwurf von Charles Holden entstand das Stationsgebäude in den Jahren 1937 bis 1939 vollständig neu. Wie die übrigen Gebäude dieser Epoche ist es von einer würfelförmigen Schalterhalle aus Ziegelsteinen und Glas sowie von strengen geometrischen Formen geprägt. Es steht seit 1994 unter Denkmalschutz (Grade II).